# Liste der geschützten Landschaftsbestandteile in Sachsen-Anhalt
Die Liste der geschützten Landschaftsbestandteile in Sachsen-Anhalt nennt die Listen der in den Landkreisen und kreisfreien Städten von  Sachsen-Anhalt gelegenen geschützten Landschaftsbestandteile.

## Listen
| Landkreis/Kreisfreie Stadt  | Liste                                                                        |
| --------------------------- | ---------------------------------------------------------------------------- |
| Altmarkkreis Salzwedel      | Liste der geschützten Landschaftsbestandteile im Altmarkkreis Salzwedel      |
| Landkreis Anhalt-Bitterfeld | Liste der geschützten Landschaftsbestandteile im Landkreis Anhalt-Bitterfeld |
| Landkreis Börde             | Liste der geschützten Landschaftsbestandteile im Landkreis Börde             |
| Burgenlandkreis             | Liste der geschützten Landschaftsbestandteile im Burgenlandkreis             |
| Dessau-Roßlau               | Liste der geschützten Landschaftsbestandteile in Dessau-Roßlau               |
| Halle (Saale)               | Liste der geschützten Landschaftsbestandteile in Halle (Saale)               |
| Landkreis Harz              | Liste der geschützten Landschaftsbestandteile im Landkreis Harz              |
| Landkreis Jerichower Land   | Liste der geschützten Landschaftsbestandteile im Landkreis Jerichower Land   |
| Magdeburg                   | Liste der geschützten Landschaftsbestandteile in Magdeburg                   |
| Landkreis Mansfeld-Südharz  | Liste der geschützten Landschaftsbestandteile im Landkreis Mansfeld-Südharz  |
| Saalekreis                  | Liste der geschützten Landschaftsbestandteile im Saalekreis                  |
| Salzlandkreis               | Liste der geschützten Landschaftsbestandteile im Salzlandkreis               |
| Landkreis Stendal           | Liste der geschützten Landschaftsbestandteile im Landkreis Stendal           |
| Landkreis Wittenberg        | Liste der geschützten Landschaftsbestandteile im Landkreis Wittenberg        |